# Андрес Кинтана Ро
Андрес Елихио Кинтана Ро (шп. Andrés Eligio Quintana Roo; Мерида, 30. новембар 1787 — Мексико, 15. април 1851) је био мексички либерални политичар, адвокат и писац и супруг Леоне Викарио. Кинтана Ро је био један од најутацијанијих личности Мексичког рата за независност и био је учесник Конгреса у Чилпансингу. Председавао је уставотворном скупштионом која је направила нацрт декларације о незавиности Мексика 1813. и више пута је био посланик, сенатор и државни секретар. Такође је био члан Врховног суда Мексика.